# Терновка (Криворожский район)
Терновка (укр. Тернівка) — село,
Грузский сельский совет,
Криворожский район,
Днепропетровская область,
Украина.
Код КОАТУУ — 1221882207. Население по переписи 2001 года составляло 149 человек.

## Географическое положение
Село Терновка находится на расстоянии в 2,5 км от села Грузское.
Через село проходит автомобильная дорога Н-23.

## Экология
На расстоянии в 2 км расположен Криворожский аэропорт.